# Putování s dinosaury: Monstra pravěkých oceánů
Putování s dinosaury: Monstra pravěkých oceánů (v anglickém originále A Walking with Dinosaurs Trilogy: Sea Monsters) je další pokračování britské televizní série Putování s dinosaury z roku 2003. Jde o pokračování předchozího dvoudílného cyklu Gigantičtí ještěři. Jedná se o trilogii. 
Hlavní postavou je přírodovědec Nigel Marven, který se svým štábem cestuje po sedmi nejnebezpečnějších mořích všech dob. Kromě dinosaurů a dalších plazů z druhohorní éry se tu však objevuje také spousta dalších pravěkých tvorů z prvohor a třetihor. Některá z vyobrazených zvířat se již objevila v předchozích cyklech série Putování s..., mnohá jsou však představena úplně poprvé.

## Děj
Nigel cestuje po sedmi nejnebezpěčnějších obdobích v moři. V první epizodě se setká s obřími škorpióny a ortokony za ordovického období. Jelikož na souši nejsou žádné rostliny, je zde minimum kyslíku a Nigel musí bojovat i s tímto problémem. Poté cestuje do periody zvané Trias aby se tu setkal s Nothosaurem a Cymbospondylem. Nakonec vyrazí do Devonu, uzavře se členy týmu sázku, skryje se do klece a nechá na ni útočit Dunkleostea. Ve druhé části pak dobrodružství pokračuje, Nigel se vydává do eocénu za Basilosaurem na území dnešní Sahary. V mangrovových porostech také nalezne Arsinoitherium. Poté se setká s gigantickým žralokem rodu Megalodon před 4 miliony let v moři pravěkého Peru. Chce mu připevnit na hřbetní ploutev kameru, aby ho dále pozoroval, ale nemůže uspět a proto to zkusí ze souše, odkud je žralok lákán špalkem masa. Na konci epizody se Megalodon vynoří z vody a Nigel záhadně zmizí. Ve třetí části se ukáže, že spadl do vody a unikne na loď. Dobrodružství pokračuje také v Juře a poté v Křídě, jejíž oceán je Nigelem nazván jako "pekelné akvárium". Nakonec je loď napadena mořskými plazy, pokračování zůstává neodhalené.

## Vysílání
Dokument měl premiéru na televizní stanici BBC One v listopadu roku 2003. Byl vyroben společností Impossible Pictures pro celkem tři společnosti, a to BBC, Discovery Channel a ProSieben.

## Kniha
Podobně, jako tomu bylo u předchozích cyklů Putování s dinosaury a Putování s pravěkými zvířaty, i k tomuto seriálu byla vydána kniha v anglickém originále Chased By Sea Monsters: Prehistoric Predators Of The Deep (česky Pronásledován mořskými monstry: Prehistoričtí predátoři z hlubin). Jejími autory jsou Nigel Marven a režisér seriálu Jasper James.

## Pokračování
Pokračování dokumentu je až v roce 2006, kdy byla firmou Impossible Pictures vytvořena další televizní série Prehistorický park, jež na tento cyklus nepřímo navázal. 